# Corpo legislativo

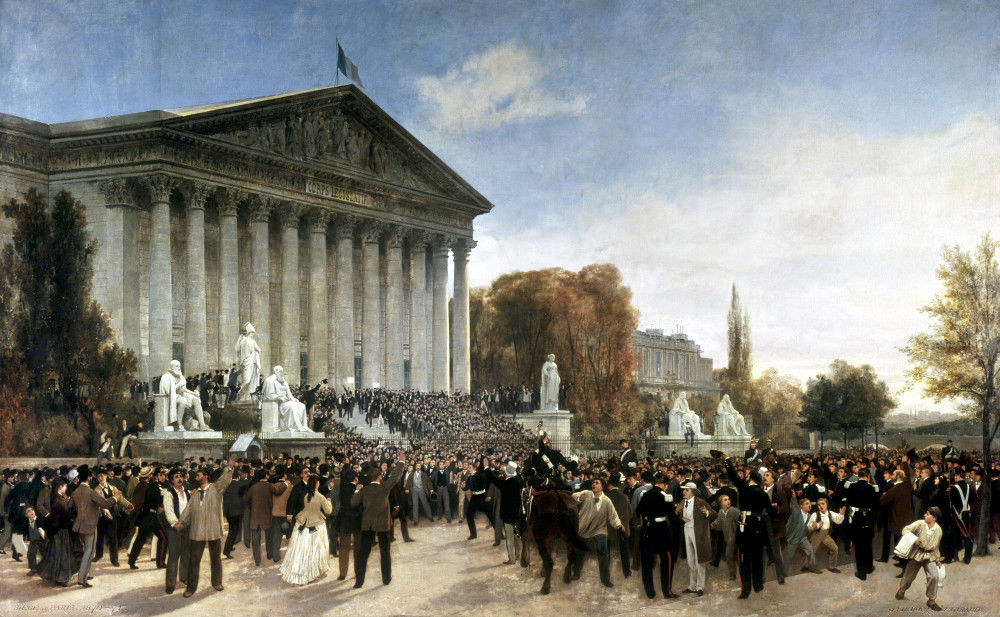
L'esterno del Palais du Corps Législatif dopo la sua seduta finale, 1870.

Il Corpo legislativo (in francese Corps législatif ) è stato il nome del legislatore francese durante la Rivoluzione e in seguito. Esso è anche il termine generico francese per riferirsi a qualsiasi organo legislativo.

## Storia
La Costituzione dell'anno I prevedeva la necessità di un Corpo legislativo, istituendolo come organo monocamerale, ma esso non entro mai in funzione perché la costituzione non è mai entrata in vigore. Durante il periodo del Direttorio francese, stabilito nel 1795, il Corps législatif venne suddiviso in due camere: il Consiglio dei Cinquecento (Conseil des Cinq-Cents) e il Consiglio degli Anziani (Conseil des Anciens).
In seguito, sotto il Consolato napoleonico, la Costituzione dell'anno VIII (1800) istituì il Corps législatif come uno tre componenti del legislatore, insieme al Tribunato e al Senato conservatore. Esso sostituì il Consiglio dei Cinquecento, stabilito dalla Costituzione dell'anno III come camera bassa, ma il suo ruolo consisteva unicamente nel votare le leggi deliberate prima dal Tribunato, senza poterle modificare. La Costituzione dell'anno X mantenne l'istituzione, ma data la lentezza delle deliberazioni Napoleone lo privò di gran parte del suo potere nel 1804. Venne infine abolito da Luigi XVIII il 4 giugno 1814, venendo sostituito da una Chambre des députés (anche se una Chambre des représentants venne istituita durante i Cento giorni).
Quando Napoleone III salì al potere, ricostituì il Corpo legislativo come camera bassa della Francia con la Costituzione del 1852, composto da membri eletti a suffragio universale diretto per 6 anni. Le elezioni si verificarono nei mesi di febbraio 1853, giugno 1857, maggio 1863 e maggio 1869. Di fronte a un capo di Stato onnipotente - i ministri nominati da Napoleone III rispondevano solo a lui - il Corps législatif del Secondo Impero condivideva i suoi poteri legislativi con il Consiglio di Stato, composto da funzionari, e il Senato, i cui membri erano nominati a vita.
Esso venne infine sostituito dalla Camera dei deputati della Terza Repubblica.